# Élvis Vieira Araújo
Élvis Vieira Araújo, mais conhecido simplesmente como Élvis (Janiópolis, 9 de setembro de 1990), é um futebolista brasileiro que atua como meia. Atualmente está na Ponte Preta.

## Carreira

### Categoria de base
Nascido no interior do Paraná, na infância vendeu jornal e sorvete antes de começar praticar futebol. Élvis iniciou sua carreira nas categorias de base do Paraná Clube, tendo passado também pela base do Botafogo.

### Paraná
Estreou profissionalmente em 2009, vestindo a camisa do Paraná, onde disputou poucos jogos pela equipe.

### Benfica
Foi contratado pelo Benfica de Portugal por três anos e meio no início de 2011.

### Atlético Goianiense
Teve uma rápida passagem pelo Atlético Goianiense no início de 2011 por empréstimo, porém o suficiente para se sagrar campeão do Campeonato Goiano de 2011.

### União Leiria
Com o meio-campo Encarnado era recheado de estrelas, acabou emprestado ao União de Leiria.

### Benfica B
Após se destacar no União Leiria, Élvis foi trazido pelo Benfica para atuar no time B, onde ficou entre 2012 e 2013, e atuou ao lado de Alan Kardec.

### Tombense
Sem muito espaço, preferiu rescindir seu contrato, e acertou com o Tombense, time do empresário Eduardo Uram.
Em seguida, foi emprestado ao América-MG, na Série B, mas retornou ao Tombense em 2014. Levou o clube de Tombos ao título da quarta divisão, conquistado sobre o Brasil de Pelotas.

### Botafogo
Com passagens pela base do Botafogo, Élvis retornou para o clube em 2015, agora para atuar profissionalmente. Na sua segunda passagem pelo clube carioca, o meia conquistou o Campeonato Brasileiro da Série B e ajudou o Fogão a subir para a Série A.

### Criciúma
Depois de deixar o Botafogo, Élvis assinou com o Criciúma.

### Figueirense
Contratado pelo Criciúma no inicio de 2016, Élvis deixou o clube catarinense para atuar no rival Figueirense.

### Red Bull Brasil
Seduzido pelo projeto da Red Bull no Brasil, Élvis assinou com o clube paulista.

### CRB
Em meados de 2017, Élvis foi emprestado pelo Red Bull Brasil ao CRB. Pelo clube alagoano, conquistou o Campeonato Alagoano daquele ano.

### Retorno ao Criciúma
Após três anos, Élvis retornou ao Criciúma.

### Oeste
Mesmo jogado boa parte das partidas pelo Criciúma, Élvis deixou o clube catarinense para atuar pelo paulista Oeste.

### Cuiabá
Para a temporada de 2020, o Cuiabá contratou Élvis para ser seu camisa 10. Seu inicio no time Mato-Grossense foi promissor, ajudando o Auriverde da Baixada a subir para a Séria A do Brasileirão.

### Goiás
Em abril de 2021, foi contratado pelo Goiás.

### Ponte Preta
Chegou à Ponte Preta em julho de 2022.
Na campanha do título da Série A2 do Paulista em 2023, marcou quatro vezes e deu oito passes decisivos.

## Estatísticas
Atualizado até 16 de março de 2021.

### Clubes
| Equipe            | Temporada         | Campeonato nacional | Campeonato nacional | Campeonato nacional | Copa nacional[a] | Copa nacional[a] | Copa nacional[a] | Competições continentais[b] | Competições continentais[b] | Competições continentais[b] | Outros torneios[c] | Outros torneios[c] | Outros torneios[c] | Total | Total | Total   |
| Equipe            | Temporada         | Jogos               | Gols                | Assist.             | Jogos            | Gols             | Assist.          | Jogos                       | Gols                        | Assist.                     | Jogos              | Gols               | Assist.            | Jogos | Gols  | Assist. |
| ----------------- | ----------------- | ------------------- | ------------------- | ------------------- | ---------------- | ---------------- | ---------------- | --------------------------- | --------------------------- | --------------------------- | ------------------ | ------------------ | ------------------ | ----- | ----- | ------- |
| Cuiabá            | 2020              | 29                  | 2                   | 6                   | 4                | 0                | 0                | —                           | —                           | —                           | 2                  | 0                  | 0                  | 35    | 2     | 6       |
| Cuiabá            | 2021              | —                   | —                   | —                   | 1                | 0                | 0                | —                           | —                           | —                           | 3                  | 0                  | 1                  | 4     | 0     | 1       |
| Cuiabá            | Total             | 29                  | 2                   | 6                   | 5                | 0                | 0                | 0                           | 0                           | 0                           | 5                  | 0                  | 1                  | 39    | 2     | 7       |
| Total na carreira | Total na carreira | 29                  | 2                   | 6                   | 0                | 5                | 0                | 0                           | 0                           | 0                           | 5                  | 0                  | 1                  | 39    | 2     | 7       |

- a. ^ Jogos da Copa do Brasil
- b. ^ Jogos da Copa Sul-Americana
- c. ^ Jogos da Copa Verde e Campeonato Mato-Grossense

## Títulos
Atlético Goianiense
- Campeonato Goiano: 2011

Tombense
- Campeonato Brasileiro - Série D: 2014

Botafogo
- Campeonato Brasileiro - Série B: 2015

CRB
- Campeonato Alagoano: 2017

Ponte Preta
- Campeonato Paulista - Série A2: 2023

### Prêmios individuais
- Drible Mais Bonito do Campeonato Paulista: 2024